# Patrik Pinte
Patrik Pinte (* 6. ledna 1997, Dunajská Streda) je slovenský fotbalový útočník či záložník maďarské národnosti, od července 2017 hráč klubu Szombathelyi Haladás. Nastupuje na hrotu útoku nebo na pravém kraji zálohy, jeho otec Attila Pinte je bývalý fotbalista.

## Klubová kariéra
Je odchovancem Slovanu Bratislava, kam přišel v průběhu mládeže z mužstva FC ŠTK 1914 Šamorín.

### ŠK Slovan Bratislava
V průběhu sezony 2015/16 se propracoval do seniorské kategorie Slovanu, kde nastupoval za rezervu neboli juniorku.
V červnu 2016 uzavřel s týmem stejně jako Samuel Šefčík, Juraj Kotula, Dominik Greif, Adam Laczkó, Denis Potoma a Frederik Valach profesionální kontrakt. Svůj debut v A-mužstvu si odbyl 19. února 2017 ve 20. ligovém kole proti Tatranu Prešov (výhra 2:0), když v 89. minutě vystřídal Seydoubu Soumaha. V sezoně 2016/17 se podílel na zisku domácího poháru, přestože ve finále hraném 1. května 2017 proti tehdy druholigovému týmu MFK Skalica nenastoupil. Jeho spoluhráči porazili soupeře v poměru 3:0. Celkem v ročníku 2016/17 odehrál pět ligových utkání. V červnu 2017 podepsal s vedením novou smlouvu s platností na dva roky.

### Szombathelyi Haladás
Krátce po uzavření nového kontraktu se Slovanem projevil zájem podepsat tříletou smlouvu s maďarským klubem Szombathelyi Haladás, vedení Slovanu Bratislava mu vyšlo vstříct a umožnilo mu přestup.